# Karl Garatwa
Karl Garatwa (* 19. Juli 1929 in Jugoslawien; † 10. April 1998) war ein  deutscher Fußballspieler und Trainer, der es von 1950 bis 1957 in den Oberligen Süd, Südwest und West bei den Vereinen ASV Landau, Wormatia Worms, Fortuna Düsseldorf, Eintracht Trier und BC Augsburg auf insgesamt 93 Einsätze mit 12 Toren gebracht hat.

## Laufbahn

### Oberligabeginn in Landau, bis 1951
Der als Volksdeutscher 1927 im jugoslawischen Banat geborene Karl Garatwa kam 1945 in ein Flüchtlingslager in Passau, woraus er 1950 vom ASV Landau vor der Saison 1950/51 unter Vertrag genommen wurde. Neben Garatwa nahmen die Vorderpfälzer auch noch Walter Seidel aus dem Lager Kandel und die drei Schweinfurter Werner Sklorz, Rolf Grimm und Ernst Scheuplein neu unter Vertrag. Die Schwarz-Weißen aus Landau erreichten in der Oberliga Südwest in einer 14er-Staffel aber lediglich den 13. Rang und stiegen in die 2. Liga Südwest ab. Garatwa hatte in neun Oberligaspielen mitgewirkt. Die lediglich 4:22 Punkte in den Auswärtsspielen waren auch nicht durch 9:17 Heimpunkte zu kompensieren. Garatwa blieb durch seine Vertragsunterschrift bei Wormatia Worms zur Saison 1951/52 weiterhin in der Oberliga Südwest.

### Worms, Düsseldorf und Trier, 1951 bis 1955
Beim Südwestvizemeister des Jahres 1951 debütierte er am 16. September 1951, einem 2:0-Auswärtserfolg bei Eintracht Kreuznach, in der Oberliga und bildete dabei zusammen mit Hans Mechnig vor Torhüter Willi Hölz das Verteidigerpaar der Wormatia. Am achten Spieltag zeichnete er sich als Torschütze zum 1:1-Remis gegen TuRa Ludwigshafen aus; jetzt stürmte er im damals gebräuchlichen WM-System auf Rechtsaußen. Als Worms in der Rückrunde gegen den späteren Südwestmeister 1. FC Saarbrücken im Heimspiel mit einem 5:3 beide Punkte gewann, spielte der Allrounder rechter Verteidiger. Beim 4:2-Heimerfolg im Nachholspiel am 13. April 1952 gegen den Serienmeister 1. FC Kaiserslautern vor 15.000 Zuschauern bildete er mit Halbstürmer Karl Blankenberger den rechten Flügel des Gastgebers. Am Rundenende belegte Worms den 4. Rang und Garatwa hatte in 16 Oberligaeinsätzen drei Tore erzielt. Er blieb aber nicht in der Nibelungenstadt, sondern unterschrieb bei Fortuna Düsseldorf in der Oberliga West zur Saison 1952/53 einen neuen Vertrag.
Die Mannschaft vom Stadion Flinger Broich hatte neben Garatwa auch noch das Zwillingspaar Karl und Martin Gramminger aus Mannheim-Neckarau und den Kölner Jakob Wimmer verpflichtet und hatte mit Anton Turek, Matthias Mauritz und Hans Müller weitere leistungsstarke Spieler im Kader. Der Neuzugang debütierte unter Trainer Heinz Körner am Rundenstarttag, den 24. August 1952, bei einem 4:3-Heimerfolg vor 22.000 Zuschauern gegen den Meidericher SV in der Oberliga West. Vor Torhüter Turek bildete er mit Kurt Borkenhagen das Verteidigerpaar der Fortunen. Das war es aber bereits; sportlich wurde die Runde für ihn mit lediglich einem Rundeneinsatz ein Fiasko. Es zog ihn wieder in den Südwesten zurück, er nahm zur Saison 1953/54 das Angebot von Eintracht Trier an und zog vom Rhein an die Mosel.
Beim Team vom Moselstadion debütierte er am 9. August 1953, einem 2:0-Heimerfolg gegen den FSV Mainz 05, in der Oberliga. Er spielte auf Halblinks und erzielte in der 16. Minute die 1:0-Führung. Er belegte mit Trier und an der Seite von Mannschaftskameraden wie Walter Butscheidt, Walter Brech, Klaus Müller, Hans Oberhausen und den Gebrüdern Günther und Heinz Föhr den 10. Rang und hatte in 22 Ligaeinsätzen fünf Tore erzielt. Mit dem Spiel am 24. April 1955, einem 3:0-Heimerfolg gegen Eintracht Kreuznach, beendete er nach zwei Jahren mit insgesamt 40 Oberligaeinsätzen (7 Tore) seine Aktivität in Trier und wechselte in die Fuggerstadt nach Augsburg, wo er sich dem BCA anschloss.

### BC Augsburg, 1955 bis 1957
An der Seite der BCA-Torjäger Ulrich Biesinger (16 Tore) und Ludwig Schuller (14 Tore) absolvierte der Neuzugang aus Trier 1955/56 unter Trainer Hans Hipp bei den Blau-Weißen aus dem Stadtteil Oberhausen 16 Ligaspiele (1 Tor) und der BCA belegte den 11. Rang. In seiner zweiten Augsburger Runde, 1956/57, folgten unter Hipp-Nachfolger Fritz Rebell nur noch elf weitere Oberligaeinsätze (1 Tor) und Garatwa beendete im Sommer 1957 seine höherklassige Spieleraktivität.

### Trainer, 1957 bis 1976
Seine Trainerlaufbahn begann er 1957 beim FC Gundelfingen als Spielertrainer, in dieser Funktion folgte die nächste Aufgabe 1958/59 beim FC Fürstenzell, ehe ab 1959 drei Jahre beim TSV Friedberg folgten. In diesen Jahren hatte er die B- und A-Scheinausbildung als Fußballtrainer durchlaufen und absolvierte im Jahr 1963 die Fußball-Lehrer-Ausbildung an der Sporthochschule Köln. Nach dem Examen übernahm er ab Juli 1963 den FC Bayern Hof in der zweitklassigen Regionalliga Süd. Er trat bei der Mannschaft vom Stadion Grüne Au die Nachfolge von Gunther Baumann an. Nach einer 0:2-Auswärtsniederlage bei Amicitia Viernheim am 22. September 1963 wurde er in Hof mit 6:10 Punkten entlassen.
In den nächsten Jahren war er wieder im Amateurbereich bei SV Wannweil, VfL Pfullingen und der TSG Reutlingen tätig. Ab September 1975 war er in Syrien in Damaskus tätig und betreute dort weitgehend die Armeemannschaft und die Nationalmannschaft. Er wurde dabei wesentlich von Riad Rifai, Leiter der Fußballabteilung im Armee-Sportclub unterstützt, der sieben Jahre in Leipzig und Köln studiert hatte.